# Volymelement
Volymelement är en typ av byggelement där golv-, vägg- och takdelar byggs ihop på fabrik. Andra namn som används är sektion eller modul. 
Genom att bygga i volymelement går det att göra klart ytskikt, installationer och inredning på fabriken. På byggplatsen ställs volymelementen efter transport samman på en färdigställd grund och kompletteras till en färdig byggnad, som ibland kallas modulhus eller modulbyggnad. Ett småhus kan till exempel bestå av ett till sex volymelement beroende på storlek och planlösning. 
Förutom till bostäder används volymelement ofta vid byggandet av kontor, skolor, förskolor. Metoden används också för mindre byggdelar såsom färdiga badrum liksom för arbetsbodar för byggarbetsplatser. Stommen i ett volymelement är oftast av trä men kan också utformas av ståldelar. Vanligast är att använda volymelement för byggnader upp till sex våningsplan.
Fördelen med att bygga i volymelement anses vara:
- Snabbheten då överbyggnaden kan byggas samtidigt som grunden.
- Betydligt mindre transporter till och från byggarbetsplatsen, jämfört med traditionellt byggande.
- Mindre risk för byggskador då merparten av arbetet sker på fabrik.
- Den höga prefabriceringsgraden ger ökad möjlighet till rationalisering och kvalitetsövervakning.
- Flyttbarheten då byggnaderna oftast är lätta att tas isär till volymelement igen. Flyttbarhetan medför möjligheten att hyra vissa byggnader viss tid.

Nackdelen kan vara en viss begränsning av möjliga planlösning samt att byggnadshöjden är högre per våningsplan och det kan göra det svårt att få in i hårt styrda detaljplaner.